# سيلفيا توريس بيمبرت
سيلفيا توريس بيمبرت (بالإسبانية: Silvia Linda Torres-Peimbert)‏ (و. 1940 – م) هي عالمة فيزياء فلكية، وعالمة فلك، وأستاذة جامعية من المكسيك . ولدت في مدينة مكسيكو .

## مناصب
تولت منصب رئيس، الاتحاد الفلكي الدولي (منذ 2015) .
.

## التعليم
تعلمت في الجامعة الوطنية المستقلة في المكسيك، وجامعة كاليفورنيا، بركلي

## مناصب وهيئات
أدارت الجامعة الوطنية المستقلة في المكسيك.

## جوائز
حصلت على جوائز منها:
- Hans A. Bethe Prize [الإنجليزية]‏ (2012)
- جوائز لوريال-اليونسكو للمرأة في العلوم.